# Siegfried Rabe
Siegfried Rabe (* 12. Februar 1925 in Berlin; † 20. November 2013 in München) war ein deutscher Autor, Werbetexter, Filmproduzent, Regisseur, Synchronautor und Dialogregisseur.

## Leben
Siegfried Rabe diente als junger Mann im Zweiten Weltkrieg und geriet in russische Kriegsgefangenschaft. Nach dem Krieg begann Siegfried Rabe als Werbetexter bei Unilever und wurde schließlich selbstständiger Werbeberater. Später war er Programmdirektor der Werbetochter des Hessischen Rundfunks. Rabe führte bei den ersten Filmen mit versteckter Kamera Regie und gründete 1959 schließlich mit seinem Freund Willy Köhler eine Film- und Fernsehproduktion und die Werbeagentur Rhein-Main. Nach dem Tod Köhlers begann er als freier Autor, Regisseur und Produzent für ARD und ZDF zu arbeiten.
Dort begann er auch seine Tätigkeit in der Film- und Fernsehsynchronisation. Rabe verfasste die deutschen Dialoge für zahlreiche Fernsehserien wie Speedy Gonzales, Es war einmal … der Mensch, Tom und Jerry, Mein Name ist Drops, Kimba, der weiße Löwe, Ein Engel auf Erden, Golden Girls sowie die ersten drei, für das ZDF synchronisierten Staffeln der Erfolgsserie Die Simpsons. Oft übernahm er bei diesen Serien auch die Dialogregie. Für Alf schrieb er zusätzlich zu den Dialogen auch den deutschen Text zum Lied Hallo Alf, hier ist Rhonda, das sich 1989 auch in den deutschen Charts platzieren konnte. Ebenso zeichnete er auch für die deutsche Fassung des Zeichentrick-Spin-offs Alf – Erinnerungen an Melmac verantwortlich. Für die 1978 erschienene Langspielplatte Stephan Sulke 3 – Andermann der konnte von Stephan Sulke, mit den Liedern für die ZDF-Fernsehserie Spiel mit Puppen, schrieb Rabe zusammen mit Stephan Sulke die Texte, geradeso wie für das Lied Die Zeit des Albums Stephan Sulke 4 aus dem Jahre 1979, stammt der Text aus der gemeinsamen Feder von Sulke und Rabe. 1985 half er nochmals Stephan Sulke mit den Texten bei sieben Titel seiner Platte Versöhnung. Auch der Text des Liedes Vielen Dank für die Blumen, das als Titellied für die Zeichentrickserie Tom und Jerry eingesetzt wurde, entstand in Zusammenarbeit von Rabe mit Udo Jürgens.
Darüber hinaus verfasste Rabe auch Bücher über die von ihm betreuten Serien Alf und Golden Girls, für Sat.1 den Band TV-Hits sowie ein Reimlexikon. Rabe war Mitglied der Gesellschaft für musikalische Aufführungs- und mechanische Vervielfältigungsrechte (der GEMA) die ihm zu seinem 85. Geburtstag im Jahr 2010 eine Laudatio widmete.

## Werke
- 1988: Alles über Alf. Das große Interview und alle seine Sprüche von A bis Z im Melmac-ALF-A-BET. Loewe, Bindlach. ISBN 978-3-7855-2225-7
- 1989: TV-Hits, Hamburg: Edel Company. ISBN 978-3-927801-05-9
- 1990: Alf – Benimm dich richtig, Lingen.
- 1992: Golden Girls, München: Herbig. ISBN 978-3-7766-1742-9
- 2005: Loch im Zaun, Hamburg: Mein Buch. ISBN 978-3-86516-419-3
- 2006: Reimlexikon, München: Bassermann. ISBN 978-3-8094-1997-6